# Alexander Igorewitsch Schibajew
Alexander Igorewitsch Schibajew (russisch Александр Игоревич Шибаев; englisch Alexander Igorevich Shibaev; * 9. September 1990 in Jaroslawl, Russische SFSR, Sowjetunion) ist ein russischer Tischtennisspieler. Er spielt in der obersten russischen Liga bei UGMK Werchnjaja Pyschma und nahm an den Olympischen Spielen 2012 und 2016 teil.

## Werdegang
Alexander Schibajew begann im Alter von 7 Jahren mit dem Tischtennisspielen. Bei den Jugendeuropameisterschaften gewann er 2005 in der Altersklasse der Kadetten Gold im gemischten Doppel, 2008 bei den Junioren Silber im Einzel. Seit 2009 nahm er an allen Weltmeisterschaften teil und kam dort mehrmals unter die letzten 32. Bei der WM 2010 in Russland erreichte er mit dem Team Platz 6.
2011 rückte er in der Weltrangliste in die Top 100 vor und gewann bei der Europameisterschaft Silber im Doppel. Im Jahr darauf konnte er sich für die Olympischen Spiele in London qualifizieren, bei denen er – inzwischen auf Weltranglisten-Platz 29 und damit erstmals bestplatzierter russischer Spieler – unter die letzten 32 kam. Bei der Europameisterschaft 2013 holte er mit dem Team die Bronzemedaille. 2014 qualifizierte er sich durch seinen fünften Platz beim DHS Europe Cup für den World Cup, bei dem er aber in der Vorrunde ausschied. Im Doppel mit Kirill Skatschkow gewann er bei der EM im Jahr darauf Bronze. 2016 konnte er sich mit Platz 3 beim Europe TOP-16 erneut für den World Cup und wenig später für die Olympischen Spiele qualifizieren, bei denen er unter die letzten 32 kam und dann Timo Boll knapp mit 3:4 unterlag. Beim World Cup schied er erneut sieglos aus, konnte sich beim Europe Top 16 im Februar 2017 aber noch weiter verbessern und Silber gewinnen. Dabei schaffte er den Sprung in die Hauptrunde nach der Abwehr von fünf Matchbällen im letzten Gruppenspiel gegen Marcos Freitas und machte im letzten Satz des Halbfinalspiels gegen Simon Gauzy, mit dem er nach dem Match aneinandergeriet, einen 2:8-Rückstand wett. Beim World Cup erreichte er die Hauptrunde und dort nach einem Sieg über Chuang Chih-Yuan das Viertelfinale, das er mit 3:4 gegen Dimitrij Ovtcharov verlor. An den Team-Europa- und Weltmeisterschaften 2017 bzw. 2018 nahm er allerdings nicht teil.
Im Mixed mit Polina Michailowa holte er Bronze bei den Hungarian Open 2019 und damit seine erste World-Tour-Medaille seit 2015, im Einzel kam er nach einem Sieg über Top-10-Spieler Wong Chun Ting ins Viertelfinale. Bei der Individual-WM kam er mit Polina Michailowa unter die besten 16.

## Turnierergebnisse
| Verband | Veranstaltung                         | Jahr | Ort            | Land | Einzel        | Doppel        | Mixed      | Team          |
| ------- | ------------------------------------- | ---- | -------------- | ---- | ------------- | ------------- | ---------- | ------------- |
| RUS     | Europameisterschaft                   | 2019 | Nantes         | FRA  |               |               |            | 9.–16. Platz  |
| RUS     | Europameisterschaft                   | 2018 | Alicante       | ESP  | letzte 32     | Viertelfinale | letzte 16  |               |
| RUS     | Europameisterschaft                   | 2016 | Budapest       | HUN  | letzte 16     | letzte 32     |            |               |
| RUS     | Europameisterschaft                   | 2015 | Jekaterinburg  | RUS  | letzte 32     | Halbfinale    |            | 9. Platz      |
| RUS     | Europameisterschaft                   | 2014 | Lissabon       | POR  |               |               |            | 5. Platz      |
| RUS     | Europameisterschaft                   | 2013 | Schwechat      | AUT  | letzte 16     | letzte 16     |            | Halbfinale    |
| RUS     | Europameisterschaft                   | 2011 | Gdańsk-Sopot   | POL  |               | Silber        |            |               |
| RUS     | Europaspiele                          | 2015 | Baku           | AZE  | letzte 32     |               |            | Viertelfinale |
| RUS     | Europe Top-16                         | 2018 | Montreux       | SUI  | Viertelfinale |               |            |               |
| RUS     | Europe Top-16                         | 2017 | Antibes        | FRA  | Silber        |               |            |               |
| RUS     | Europe Top-16                         | 2016 | Gondomar       | POR  | 3. Platz      |               |            |               |
| RUS     | Europe Top-12                         | 2014 | Lausanne       | SUI  | 5. Platz      |               |            |               |
| RUS     | ITTF World Tour                       | 2019 | Budapest       | HUN  | Viertelfinale |               | Halbfinale |               |
| RUS     | ITTF World Tour                       | 2015 | Almería        | ESP  | Viertelfinale | Halbfinale    |            |               |
| RUS     | ITTF World Tour                       | 2013 | Jekaterinburg  | RUS  | Silber        | Halbfinale    |            |               |
| RUS     | ITTF World Tour                       | 2012 | Kobe           | JPN  | Silber        |               |            |               |
| RUS     | ITTF Pro Tour                         | 2011 | Władysławowo   | POL  | Silber        |               |            |               |
| RUS     | Olympische Spiele                     | 2016 | Rio de Janeiro | BRA  | letzte 32     |               |            |               |
| RUS     | Olympische Spiele                     | 2012 | London         | ENG  | letzte 32     |               |            | letzte 16     |
| RUS     | Weltmeisterschaft                     | 2019 | Budapest       | HUN  | letzte 128    |               | letzte 16  |               |
| RUS     | Weltmeisterschaft                     | 2017 | Düsseldorf     | GER  | letzte 32     | Viertelfinale |            |               |
| RUS     | Weltmeisterschaft                     | 2016 | Kuala Lumpur   | RUS  |               |               |            | 15. Platz     |
| RUS     | Weltmeisterschaft                     | 2015 | Suzhou         | CHN  | letzte 32     |               |            |               |
| RUS     | Weltmeisterschaft                     | 2014 | Tokio          | JPN  |               |               |            | 13. Platz     |
| RUS     | Weltmeisterschaft                     | 2013 | Paris          | FRA  |               | letzte 32     | letzte 64  |               |
| RUS     | Weltmeisterschaft                     | 2012 | Dortmund       | GER  |               |               |            | 14. Platz     |
| RUS     | Weltmeisterschaft                     | 2011 | Rotterdam      | NED  | letzte 32     | letzte 64     | letzte 64  |               |
| RUS     | Weltmeisterschaft                     | 2010 | Moskau         | RUS  |               |               |            | 6. Platz      |
| RUS     | Weltmeisterschaft                     | 2009 | Yokohama       | JPN  | Qual.         |               | letzte 128 |               |
| RUS     | World Cup                             | 2017 | Lüttich        | BEL  | Viertelfinale |               |            |               |
| RUS     | World Cup                             | 2016 | Saarbrücken    | GER  | 17.–20. Platz |               |            |               |
| RUS     | World Cup                             | 2014 | Düsseldorf     | GER  | 17.–20. Platz |               |            |               |
| RUS     | World Team Cup                        | 2011 | Magdeburg      | GER  |               |               |            | 5. Platz      |
| RUS     | ITTF Junior Circuit                   | 2008 | Funchal        | POR  | Silber        |               |            |               |
| RUS     | ITTF Junior Circuit                   | 2008 | Örebro         | SWE  | Gold          |               |            |               |
| RUS     | Jugend-Europameisterschaft (Junioren) | 2008 | Terni          | ITA  | Silber        |               |            |               |
| RUS     | Jugend-Europameisterschaft (Kadetten) | 2005 | Ostrava        | CZE  |               |               | Gold       |               |